# Nahuel Banegas
Nahuel Eugenio Banegas (6 ottobre 1996) è un calciatore argentino, difensore del Tigre in prestito dal San Martín (T).

## Carriera
Cresciuto nel settore giovanile del Tigre, nel luglio del 2018 passa al Puerto Nuevo in Primera D Metropolitana dove gioca 26 incontri e realizza una rete nella stagione 2018-2019. Nel luglio del 2019 passa al Villa Dálmine in Primera B Nacional, con cui fa il suo esordio fra i professionisti in occasione dell'incontro vinto 2-0 contro l'Instituto (C).
Ceduto in prestito al Central Córdoba (SdE) nel 2020, il 24 novembre 2021 debutta in Primera División nell'incontro vinto 3-0 contro il Colón (SF).

## Statistiche

### Presenze e reti nei club
Statistiche aggiornate al 28 aprile 2025.
| Stagione                     | Squadra                      | Campionato                   | Campionato | Campionato | Coppe nazionali | Coppe nazionali | Coppe nazionali | Coppe continentali | Coppe continentali | Coppe continentali | Altre coppe | Altre coppe | Altre coppe | Totale | Totale |
| Stagione                     | Squadra                      | Comp                         | Pres       | Reti       | Comp            | Pres            | Reti            | Comp               | Pres               | Reti               | Comp        | Pres        | Reti        | Pres   | Reti   |
| ---------------------------- | ---------------------------- | ---------------------------- | ---------- | ---------- | --------------- | --------------- | --------------- | ------------------ | ------------------ | ------------------ | ----------- | ----------- | ----------- | ------ | ------ |
| 2018-2019                    | Puerto Nuevo                 | PDM                          | 26         | 1          | CA              | 0               | 0               | -                  | -                  | -                  | -           | -           | -           | 26     | 1      |
| 2019-2020                    | Villa Dálmine                | PBN                          | 17         | 0          | CA              | 0               | 0               | -                  | -                  | -                  | -           | -           | -           | 17     | 0      |
| 2020                         | Central Córdoba (SdE)        | PD                           | -          | -          | CA+CM           | 0+3             | 0               | -                  | -                  | -                  | -           | -           | -           | 3      | 0      |
| 2021                         | Central Córdoba (SdE)        | PD                           | 4          | 1          | CA+CdL          | 0+3             | 0               | -                  | -                  | -                  | -           | -           | -           | 7      | 1      |
| 2022                         | Central Córdoba (SdE)        | PD                           | 7          | 0          | CA+CdL          | 1+6             | 0               | -                  | -                  | -                  | -           | -           | -           | 14     | 0      |
| Totale Central Córdoba (SdE) | Totale Central Córdoba (SdE) | Totale Central Córdoba (SdE) | 11         | 1          |                 | 13              | 0               |                    | -                  | -                  |             | -           | -           | 24     | 1      |
| 2023                         | San Martín (T)               | PBN                          | 34         | 4          | CA              | 2               | 1               | -                  | -                  | -                  | -           | -           | -           | 36     | 5      |
| 2024                         | San Martín (T)               | PBN                          | 19         | 3          | CA              | 1               | 2               | -                  | -                  | -                  | -           | -           | -           | 20     | 5      |
| Totale San Martín (T)        | Totale San Martín (T)        | Totale San Martín (T)        | 53         | 7          |                 | 3               | 3               |                    | -                  | -                  |             | -           | -           | 56     | 10     |
| 2024                         | Tigre                        | PD                           | 16         | 1          | CA+CdL          | -               | -               | -                  | -                  | -                  | -           | -           | -           | 16     | 1      |
| 2025                         | Tigre                        | PD                           | 14         | 0          | CA              | 1               | 0               | -                  | -                  | -                  | -           | -           | -           | 15     | 0      |
| Totale Tigre                 | Totale Tigre                 | Totale Tigre                 | 30         | 1          |                 | 14              | 0               |                    | -                  | -                  |             | -           | -           | 31     | 1      |
| Totale carriera              | Totale carriera              | Totale carriera              | 137        | 10         |                 | 30              | 3               |                    | -                  | -                  |             | -           | -           | 154    | 13     |